# Półtorak (miód pitny)
Półtorak – rodzaj miodu pitnego o zawartości alkoholu od 15 do 18% obj., powstały z naturalnego miodu pszczelego. Barwa półtoraka waha się od złocistego do ciemno-bursztynowego i uzależniona jest od rodzaju miodu pszczelego użytego do produkcji.

## Nazwa
Nazwa miodu wywodzi się od liczebnika 1,5 (półtora) oznaczającego historycznie ustaloną proporcję objętości miodu i wody w brzeczce miodowej, z której po procesie fermentacji powstaje gotowy produkt. W półtoraku proporcja ta to jedna część objętości miodu na połowę objętości wody.

## Półtorak jako polski produkt tradycyjny
Miód pitny półtorak jest częścią polskiego dziedzictwa kulinarnego. Wpisany jest na listę Gwarantowanych Tradycyjnych Specjalności Unii Europejskiej (GTS; ang.Traditional Speciality Guaranteed, TSG) oraz na Listę produktów tradycyjnych Ministerstwa Rolnictwa i Rozwoju Wsi. Wprowadzając do handlu producent może umieścić na etykiecie napis: „miód pitny wytworzony zgodnie ze staropolską tradycją”.

## Metoda produkcji
Metoda produkcji półtoraka obejmuje kilka etapów:
- Sycenie brzeczki miodowej w temperaturze 95-105 °C w kotle warzelnym z płaszczem parowym. Dopuszczalny jest dodatek przypraw korzenno-ziołowych lub zastąpienia części wody sokiem owocowym
- Studzenie brzeczki do temperatury 20-22 °C
- Zaszczepienie brzeczki miodowej roztworem drożdży miodowych wysokiego odfermentowania w zbiorniku fermentacyjnym
- Fermentacja burzliwa przez 6-10 dni w temperaturze do 28 °C
- Fermentacja cicha przez 3-6 tygodni
- Odciąg odfermentowanego nastawu znad osadu drożdżowego
- Leżakowanie, dojrzewanie i dekantacja. Okres leżakowania dla półtoraka wynosi minimum 3 lata
- Doprawianie, czyli korekta cech organoleptycznych i fizyko-chemicznych. Możliwe jest dosładzanie, dodatek wyciągów ziołowo-korzennych, dodanie alkoholu etylowego pochodzenia rolniczego
- Rozlew

Przy produkcji półtoraka zabrania się używania konserwantów, stabilizatorów, sztucznych barwników lub aromatów.